# La Crau
La Crau är en kommun i departementet Var i regionen Provence-Alpes-Côte d'Azur i sydöstra Frankrike. Kommunen ligger i kantonen La Crau som tillhör arrondissementet Toulon. År 2022 hade La Crau 19 416 invånare.

## Befolkningsutveckling
Antalet invånare i kommunen La Crau
| Referens: INSEE |

## Vänorter
- Villeneuve, Schweiz (1987)
- Rosà, Italien (2006)